# Poblado Cinco, Tierra Blanca
Poblado Cinco är en ort i Mexiko.   Den ligger i kommunen Tierra Blanca och delstaten Veracruz, i den sydöstra delen av landet, 300 km öster om huvudstaden Mexico City. Poblado Cinco ligger 20 meter över havet och antalet invånare är 770.
Terrängen runt Poblado Cinco är mycket platt. Runt Poblado Cinco är det ganska tätbefolkat, med 75 invånare per kvadratkilometer. Närmaste större samhälle är Fernando López Arias, 16,3 km sydost om Poblado Cinco. Omgivningarna runt Poblado Cinco är en mosaik av jordbruksmark och naturlig växtlighet.